# Theodor Friedrich Ludwig Nees von Esenbeck
Theodor Friedrich Ludwig Nees von Esenbeck (Schloss Reichenberg, Reichelsheim (Odenwald), 26 de julio de 1787 - Hyères, 12 de diciembre de 1837) fue un botánico y farmacólogo alemán. Era el hermano más joven del naturalista Christian Gottfried Daniel Nees von Esenbeck (1776-1858).
En 1805 Nees von Esenbeck es un aprendiz de Farmacia de Wilhelm Martius en Erlangen, y en 1811 se muda a Basilea donde trabaja para la familia Bernoulli en la Goldenen Apotheke. En 1817, su amigo, el zoólogo H. Kuhl (1797-1821) le procura un cargo en la Universidad de Leiden como lector de Botánica, y pronto, con la ayuda del botánico Sebald J. Brugmans (1763-1819), será empleado del Jardín botánico de Leiden. En 1818 estudia para su doctorado en la Universidad, y subsecuentemente se va a Bonn trabajando en los Jardines Botánicos. En 1827 ya es "profesor titular " en la Universidad de Bonn, donde tuvo de colega a Ludolph Christian Treviranus (1779-1864).
Nees von Esenbeck es rememorado por sus sistemáticas investigaciones de las propiedades medicinales de los vegetales. En 1834 con Ludwig Clamor Marquart (1804-1881), Philipp Wilhelm Wirtgen (1806-1870), Johann Karl Fuhlrott (1803-1873) y con su hermano mayor, fundan una organización botánica que desarrolla y promueve importantes investigaciones sobre la flora de Renania.

## Honores

### Eponimia
Género
- (Bombacoideae) Neesia Blume

## Algunas publicaciones
- Plantae officinales, oder Sammlung officineller Pflanzen, Düsseldorf 1821-1833
- Sammlung schön blühender Gewächse in lithographierten Abbildungen, für Blumen- und Gartenfreunde, Dusseldorf 1825-1831
- Handbuch der medicinisch-pharmaceutischen Botanik, Düsseldorf 1830-1832
- Plantae medicinales, Dusseldorf 1833
- Genera Plantarum Florae Germanicae, Bonn 1833-1838
- Das System der Pilze, Bonn 1837

- La abreviatura «T.Nees» se emplea para indicar a Theodor Friedrich Ludwig Nees von Esenbeck como autoridad en la descripción y clasificación científica de los vegetales.[1]